# Aquädukte von Cantalloc
Die Aquädukte von Cantalloc in der peruanischen Provinz Nasca sind eine Reihe von Aquädukten etwa 4 Kilometer westlich der Stadt Nasca gelegen. Die Bewässerungsanlagen zählen zu den ältesten der Andenregion und wurden etwa 800–200 v. Chr. begonnen und von den Nasca bis zum Jahre 650 n. Chr. vollendet.
Die trockene Region wurde dabei über Jahrhunderte durch unterirdische Quellen, vorwiegend für landwirtschaftliche Nutzung, mit Wasser versorgt. Die spiralförmigen Einstiege zu den circa 40 Aquädukten werden „Puquois“ genannt und wurden mithilfe mittelgroßer, rundförmiger Steine stabilisiert. Die Zugänge zum Wasser sind ca. 8–10 Meter tief.
Heute sind die meisten der Bauten nicht mehr in Nutzung, sondern von Vegetation überwuchert oder werden als Müllhalde genutzt. Eine Anlage östlich von Nasca ist jedoch gut erhalten und für den Tourismus erschlossen.